# Rio Dornişoara
O Rio Dornişoara é um rio da Romênia, afluente do Dorna, localizado no distrito de Suceava.